# 陸軍本部 (韓国陸軍)
大韓民国陸軍本部（육군본부、英：Republic of Korea Army Headquarters / ROK-AH）は、大韓民国陸軍を統括する機構である。1948年9月5日に発足した。海軍本部・空軍本部とともに忠清南道鶏龍市鶏龍台に位置している。

## 設置根拠法令と所管業務

### 設置根拠
- 国軍組織法 [法律第9号、1948.11.30制定]第3条

### 所管業務
- 陸軍の政策と軍事力建設の所要提起
- 陸軍の編成、教育・訓練、人事、軍需、動員、予備軍、作戦支援

## 沿革
- 1945年11月13日 - 国防司令部の創設。
- 1946年1月15日 - 南朝鮮国防警備隊創設。
- 1948年9月5日 - 陸軍発足。
- 1953年12月15日 - 第1司令部創設。
- 1954年10月31日 - 第2軍司令部創設。
- 1973年7月1日 - 第3軍司令部創設。
- 1978年11月7日 - 米韓連合司令部創設。
- 1989年7月1日 - 海軍本部とともに現位置に移転。跡地は戦争記念館となる。

## 組織

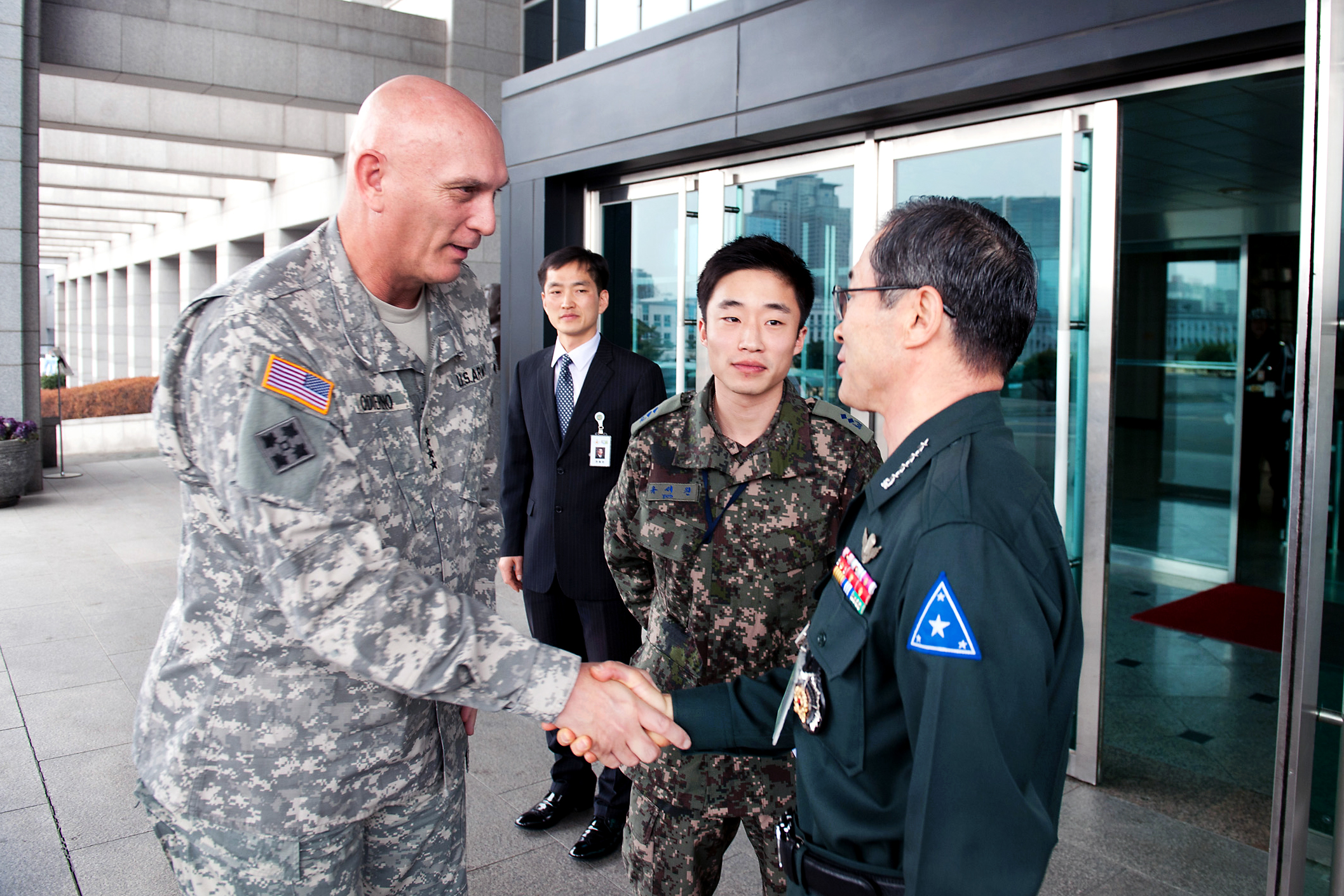
陸軍本部の部隊章を付けた金相基参謀総長（2012年1月）

陸軍本部機関長は陸軍参謀総長がつとめる。総長の所属機関は特別参謀部に、次長の所属機関は一般参謀部に区別されている。
部隊章は三角の青地で白線に囲まれた中に大小4つの星が入る。敬礼時の掛け声は「忠誠（충성）」。

### 総長
- 秘書
- 政訓公報室
- 監察室
- 法務室
- 軍宗室
- 陸軍改革室

### 次長
- 企画管理参謀部
- 人事参謀部
- 情報作戦支援参謀部（通称情作部、정작부）
- 軍需参謀部
- 情報化企画室
- 動員参謀部

## 直轄部隊
以前は司令部（Commandの朝鮮語訳）のみならず直轄の戦闘部隊である第1113野戦工兵団のほか、陸軍中央経理団、陸軍福祉勤務支援団を保有していたが、現在では隷下部隊や国防部の管轄へと移行されている。
- 陸軍人事司令部（朝鮮語版）
- 陸軍軍需司令部（朝鮮語版）
- 陸軍教育司令部（朝鮮語版）
- ミサイル司令部（朝鮮語版）
- 首都防衛司令部
- 特殊戦司令部
- 航空作戦司令部